# Rhynchopalpus harthani
Rhynchopalpus harthani är en fjärilsart som beskrevs av Holloway 1976. Rhynchopalpus harthani ingår i släktet Rhynchopalpus och familjen trågspinnare. Inga underarter finns listade.